# ヤング歌の祭典
『ヤング歌の祭典』（ヤングうたのさいてん）は、1975年から1978年まで日本放送協会 (NHK) が毎年5月に特別番組として放送した歌謡番組である。

## 概要
『NHK紅白歌合戦』と『思い出のメロディー』に次いで企画されたNHKの歌謡特別番組。当時の若手スター歌手とデビューしたての有望新人歌手たちがNHKホールに集まり、華やかな歌のパレードを繰り広げた。
番組は、1975年から1978年まで総合テレビとラジオ第1で放送された。司会は、第3回まで山川静夫（当時NHKアナウンサー）が務めた。

## 放送リスト
放送日時は全て日本標準時。

### 第1回
- 放送日時：1975年5月5日（月曜）19:30 - 20:55（総合テレビ）、19:25 - 20:55（ラジオ第1）[1]
- 出演者：西城秀樹[注 1]、郷ひろみ、西川峰子、伊藤咲子、林寛子、山口百恵、桜田淳子、森昌子、城みちる、あいざき進也、豊川誕、細川たかし、岩崎宏美、片平なぎさ、アグネス・チャン、太田裕美、黒木真由美、古谷野とも子、小坂明子、大竹しのぶ[注 2]、フィンガー5、ずうとるび、ジャニーズ・ジュニア・スペシャル、ザ・リリーズ、甲斐バンド、タケカワユキヒデとミッキー吉野グループ、マイ・ペース、ちゃんちゃこ、渡辺秀吉、三浜鉄平、山本明、あきいずみ、野川明美、三田悠子、アウトオブサイト、メッツ、ヤングメイツ

### 第2回
- 放送日時：1976年5月5日（水曜）19:20 - 20:50（総合テレビ・ラジオ第1共通）[2]
- 出演者：山口百恵、桜田淳子、森昌子、西城秀樹、郷ひろみ、野口五郎、キャンディーズ、岩崎宏美、ずうとるび、フィンガー5、荒川務、太田裕美、伊藤咲子

### 第3回
山川最後の司会担当回。この回以後、出場歌手たちの組は彼ら自身の誕生日によって春組（おひつじ座・おうし座・ふたご座）、夏組（かに座・しし座・おとめ座）、秋組（てんびん座・さそり座・いて座）、冬組（やぎ座・みずがめ座・うお座）の4組に分ける方式となった。
- 収録：1977年4月28日、放送5月5日（木曜）19:20 - 20:55（総合テレビ・ラジオ第1共通）[3]
- 出演者：ずうとるび、新沼謙治、郷ひろみ、荒川務、あいざき進也、草川祐馬、フォーリーブス、キャンディーズ、ピンク・レディー、山口百恵、桜田淳子、森昌子、片平なぎさ、岩崎宏美、山田パンダ、尾崎亜美、ふきのとう

### 第4回
山川不在となったこの回においては、春組キャプテンの西城と桜田、夏組キャプテンの狩人とピンク・レディー、秋組キャプテンの郷と森、冬組キャプテンの野口と山口が司会を兼務した。第3回までは毎年5月5日に総合テレビとラジオ第1で放送されていたが、この回においては5月2日に総合テレビのみでの放送となった。この回の放送当日、ラジオ第1では18:25 - 21:30にプロ野球中継「巨人×広島東洋」が行われていた。
- 放送日時：1978年5月2日（火曜）19:30 - 21:00（総合テレビ）[4]5月5日（金）12:15 - 13:30（ラジオ第一）
- 出演者：西城秀樹、野口五郎、郷ひろみ、山口百恵[注 3]、桜田淳子、森昌子、ピンク・レディー、狩人、高田みづえ、岩崎宏美、太田裕美、渡辺真知子、新沼謙治、原田真二、Char、世良公則&ツイスト、伊藤咲子、片平なぎさ、浅野ゆう子、ずうとるび、岡田奈々、榊原郁恵、あいざき進也、香坂みゆき、加納竜、太川陽介、五十嵐夕紀、川﨑麻世、マッハ文朱、三波豊和、久木田美弥、黒沢浩、清水由貴子、神田広美、レオナルド、キャッツ★アイ、ジャニーズ・ジュニア・スペシャル、アパッチ、レモンパイ、大場久美子、ギャートルズ、天馬ルミ子、荒木由美子、未都由、讃岐裕子、田島真吾、久保田育子、山川ユキ、レイジー、渋谷哲平、ギャル、畑中葉子、ファイアー、倉田まり子、島英津夫、西村まゆ子、豊田清、石野真子、石原祐、沖田正人、岩崎徳栄、阿部周二、サクセス、星和也、トライアングル、鈴木隆夫、谷ちえ子、キャンディ・レイ、ペニー・レイン、あいあい、鶴岡弥生、鈴木みどり、森春美、西かおり、中野知子、川口裕子、秋川淳子、久我直子、加苗千恵、秋ひとみ

## 番組テーマ曲
『I Believe in Music』
- 作詞・作曲：Mac Davis（英語版） / 訳詞：沢田研二